# Pero mathanaria
Pero mathanaria là một loài bướm đêm trong họ Geometridae.